# ديفيد جودو
ديفيد جودو (بالفرنسية: David Gaudu)‏ (و. 1996  م) هو راكب دراجة هوائية فرنسي، شارك في طواف فرنسا 2018.

## سباقات أو مراحل فاز بها
| التاريخ        | السباق                                   | المركز                                                                                            |
| -------------- | ---------------------------------------- | ------------------------------------------------------------------------------------------------- |
| 05 يونيو 2016  | 2016 Peace Race U23                      | الفائز في التصنيف العام                                                                           |
| 13 أغسطس 2016  | طواف أين 2016                            | العاشر في تصنيف النقاط، الثاني في تصنيف أفضل شاب، الخامس في التصنيف العام، الخامس في تصنيف الجبال |
| 27 أغسطس 2016  | تور دي أفينير 2016                       | الفائز في التصنيف العام                                                                           |
| 01 يناير 2017  | كأس فرنسا لركوب الدراجات على الطريق 2017 | الأول في تصنيف أفضل شاب، الثامن في تصنيف النقاط                                                   |
| 26 مارس 2017   | فولتا كاتالونيا 2017                     | السابع في تصنيف الجبال                                                                            |
| 31 مارس 2017   | روت أديلي 2017                           | الرابع في التصنيف العام                                                                           |
| 15 أبريل 2017  | طواف فينيستير 2017                       | السابع في التصنيف العام                                                                           |
| 19 أبريل 2017  | فليش والون 2017                          | التاسع في التصنيف العام                                                                           |
| 30 أبريل 2017  | طواف روماندي 2017                        | العاشر في تصنيف الجبال، الخامس في تصنيف أفضل شاب                                                  |
| 28 مايو 2017   | 2017 Boucles de l'Aulne                  | الثاني في التصنيف العام                                                                           |
| 12 أغسطس 2017  | طواف أين 2017                            | الأول في تصنيف أفضل شاب، الثاني في التصنيف العام، الثاني في تصنيف الجبال، السابع في تصنيف النقاط  |
| 22 سبتمبر 2018 | ميموريال ماركو بانتاني 2018              |                                                                                                   |
| 17 فبراير 2019 | طواف بروفانس 2019                        | الأول في تصنيف أفضل شاب، الخامس في تصنيف الجبال، السادس في التصنيف العام                          |
| 02 مارس 2019   | طواف الإمارات 2019                       | الأول في تصنيف أفضل شاب، الثالث في التصنيف العام، التاسع في تصنيف النقاط                          |
| 05 مايو 2019   | طواف روماندي 2019                        | الأول في تصنيف أفضل شاب، الرابع في تصنيف الجبال، الرابع في تصنيف النقاط، الخامس في التصنيف العام  |
| 21 فبراير 2021 | طواف هوت فار 2021                        | الأول في تصنيف أفضل شاب، الرابع في تصنيف النقاط، السادس في التصنيف العام                          |
| 27 فبراير 2021 | كلاسيك دي أرديتشي 2021                   | الفائز في التصنيف العام                                                                           |
| 06 يونيو 2021  | سباق دوفين للدراجات 2021                 | الأول في تصنيف أفضل شاب، التاسع في التصنيف العام                                                  |
| 31 مايو 2022   | 2022 Mercan'Tour Classic Alpes-Maritimes | الأول في تصنيف الجبال، الثالث في التصنيف العام                                                    |
| 19 فبراير 2023 | طواف هوت فار 2023                        | الأول في تصنيف الجبال، السابع في التصنيف العام                                                    |
| 13 أبريل 2024  | 2024 Tour du Jura Cycliste               | الفائز في التصنيف العام                                                                           |

## روابط خارجية
- ديفيد جودو على موقع الاتحاد الدولي للدراجات (الإنجليزية)
- ديفيد جودو على موقع أرشيف الدراجات (الإنجليزية)
- ديفيد جودو على موقع إحصائيات الدراجات الإحترافية (الإنجليزية)
- ديفيد جودو على موقع نسبة الدراجات (الإنجليزية)
- ديفيد جودو على موقع CycleBase (الإنجليزية)
- ديفيد جودو على موقع أوليمبيديا (الإنجليزية)